# Irène Jarsky
Irène Jarsky, née le 8 juillet 1939 à Toulouse, est une artiste lyrique, soprano et professeure de musique française.

## Biographie
Irène Jarsky étudie la harpe, le dessin et le ballet classique, mais elle concentre sa formation sur le chant. Elle étudie au Conservatoire National Supérieur de Musique de Paris. Elle fait partie de la «Compagnie Renaud-Barrault» entre 1961 et 1964. En 1964 et 1965, elle remporte deux premiers prix de chant au Conservatoire, et en 1967 le prix Erik Satie.
Depuis 1972, elle enseigne au Conservatoire Expérimental de Pantin, dont elle est la directrice entre 1977 et 1980. Lors de l'année académique 1980-1981, elle fonde l'atelier "La vie contemporaine" à Paris et, elle bénéficie d'une subvention de recherche sur l'expérimentation de simulation de mots en laboratoire. Depuis 1982, elle est membre d'une commission de recherche sur la physiologie vocale et est inspectrice à la Direction de la musique au Ministère de la Culture. Elle porte sur scène plusieurs œuvres d'auteurs français (Debussy, Ravel, Satie et Poulenc ...), même si sa carrière s'est principalement concentrée sur la recherche vocale,,,,.